# テッサ・サンダーソン
テッサ・サンダーソン (Tessa Sanderson、1956年3月14日 - )は、イギリスの元陸上競技選手である。1980年代、ファティマ・ウィットブレッドとともにイギリスを代表するやり投選手であり、1984年ロサンゼルスオリンピック女子やり投の金メダリストである。
彼女は1976年モントリオールオリンピックから1996年アトランタオリンピックまで6大会連続してオリンピック出場を果たしており、これは1952年ヘルシンキオリンピックから1972年ミュンヘンオリンピックまで6大会連続出場を果たしたルーマニアのリア・マノリウと並ぶ記録である。

## 実績
- 1976年　モントリオールオリンピック　57.20m　10位
- 1978年　コモンウェルスゲームズ　61.34m　金
- 1978年　ヨーロッパ選手権　62.40m　銀
- 1980年　モスクワオリンピック　予選落ち
- 1983年　世界陸上　64.76m　4位
- 1984年　ロサンゼルスオリンピック　69.56m　金
- 1986年　コモンウェルスゲームズ　69.80m　金
- 1987年　世界陸上　67.54m　4位
- 1988年　ソウルオリンピック　56.70m　予選落ち
- 1990年　コモンウェルスゲームズ　65.72m　金
- 1992年　バルセロナオリンピック　63.58m　4位
- 1996年　アトランタオリンピック　予選落ち